# Климов, Василий Николаевич
Василий Николаевич Климов (1919—1990) — советский учёный-медик, хирург, доктор медицинских наук (1969), профессор (1970).
Автор 133 научных работ, в том числе 4 монографий. Подготовил трёх докторов и двадцать кандидатов наук.

## Биография
Родился 12 февраля 1919 года в деревне Никитино Верхнесалдинской волости Верхотурского уезда Пермской губернии в крестьянской семье.
После окончания Нижнетагильского фельдшерского училища был призван в Красную армию. Принимал участие в Советско-финской и Великой Отечественной войнах. Начал воевать на Ленинградском фронте, принимал участие во взятии Кенигсберга. Несколько раз был ранен.
Демобилизовавшись из армии, в 1946 году, подал документы в приемную комиссию Свердловского государственного медицинского института и был зачислен на лечебно-профилактический факультет. На втором курсе он возглавил комсомольскую организацию института и оставался бессменным её секретарем в течение всех лет учебы.
Окончив институт в 1952 году, был зачислен в клиническую ординатуру на кафедру госпитальной хирургии. Работал в институте до конца жизни, пройдя путь от аспиранта до ректора. В 1956 году возглавил институтскую партийную организацию, в 1961 году стал деканом лечебно-профилактического факультета, а в 1962 году ректором, проработав на этом посту по 1984 год.
Кроме научной, занимался общественной деятельностью, в 1978—1980 годах он избирался депутатом Свердловского городского совета.
В 1987 году тяжело заболел. Умер 7 мая 1990 года в Свердловске, похоронен на Широкореченском кладбище.

## Награды
- Был награждён орденами Октябрьской Революции, Трудового Красного Знамени (дважды), Красной Звезды (01.07.1944, 13.02.1945), орденом Отечественной войны I степени (21.02.1987[4]) и Знак Почёта, а также медалями «За отвагу» (04.08.1943)[5].
- Заслуженный деятель науки РСФСР (1981).